# موزه هنان
موزه هنان یکی از موزه‌های استان هنان چین است.
این موزه در سال ۱۹۲۷ میلادی در شهر کایفنگ بنیاد شد اما سالها بعد به شهر ژنگژو انتقال یافت.
موزه هنان دارای مجموعه‌های بسیاری است که به صورت موضوعی به نمایش درآمده‌اند. مجموعه «روشنایی تمدن باستانی هنان» بزرگ‌ترین و باارزش‌ترین این مجموعه بشمار می‌آید. در مجموعه دارای ۱۰۰۰ قطعه آثار هنری و باستانی است که همگی از شاهکارهای موزه به‌شمار می‌روند.
آثار برنزی دوره امپراتوران دودمان شانگ (سده ۱۶ تا ۱۱ پیش از میلاد)، آثار آرامگاه‌های امپراتوران دودمان هان (۲۰۶ پیش از میلاد تا ۲۲۰ میلادی)، آثار سفالینه‌های رنگین دوره امپراتوران دودمان تانگ (۶۱۸ تا ۹۰۷ میلادی) و سفالینه‌های امپراتوران دودمان سونگ (۹۶۰ تا ۱۲۷۹ میلادی). از دیگر مجموعه‌های موزه هنان می‌توان به «یشم‌های باستانی هنان»، «برنزهای حکومت چو»، «شاهکارهای هنری دودمان‌های مینگ و کینگ» اشاره کرد.
ساختمان موزه تازه هنان در سال ۱۹۹۸ میلادی در شهر کایفنگ بنا شده‌است و این موزه بار دیگر به این شهر باستانی بازگشت. نمای موزه شبیه یک هرم است و در واقع از طرح یک رصدخانه باستانی کایفنگ که در زمان دودمان امپراتوران یوان ساخته شده بود، الهام گرفته‌است.

## نگارخانه

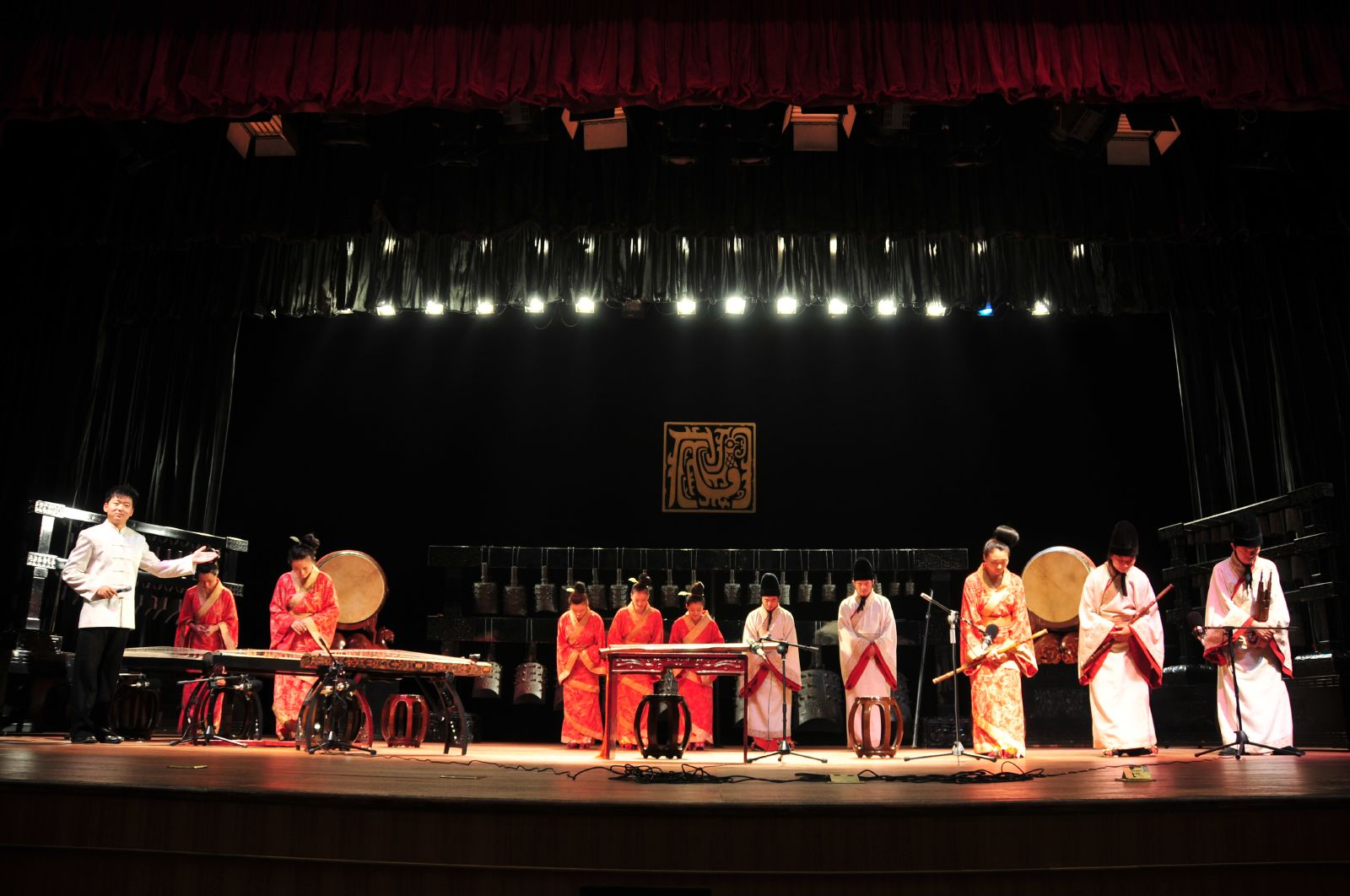
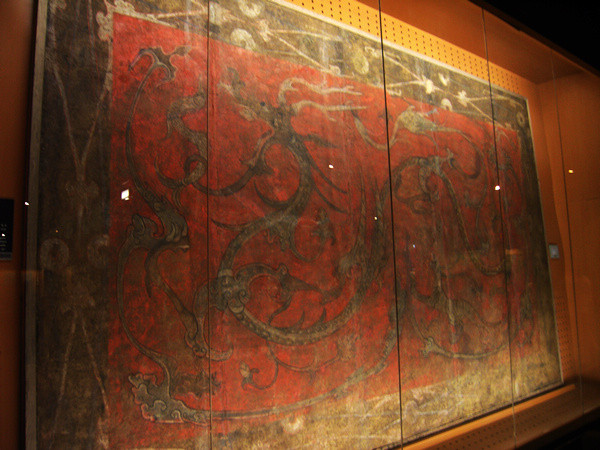
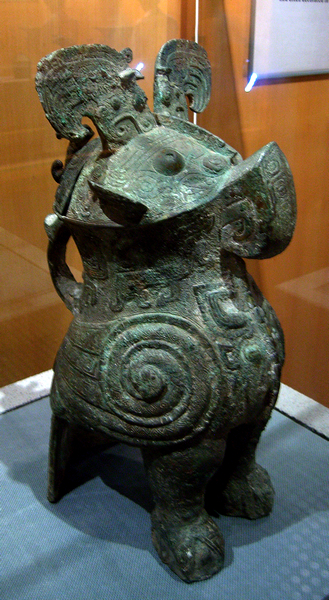
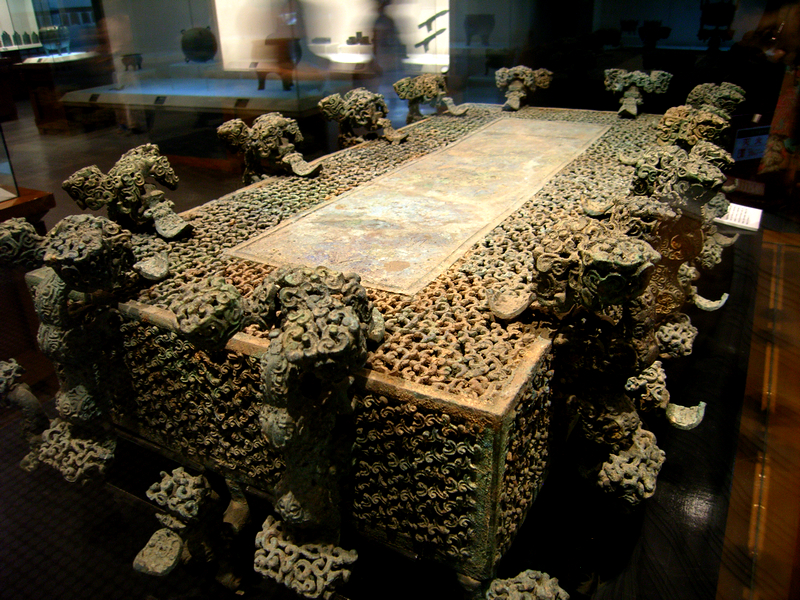
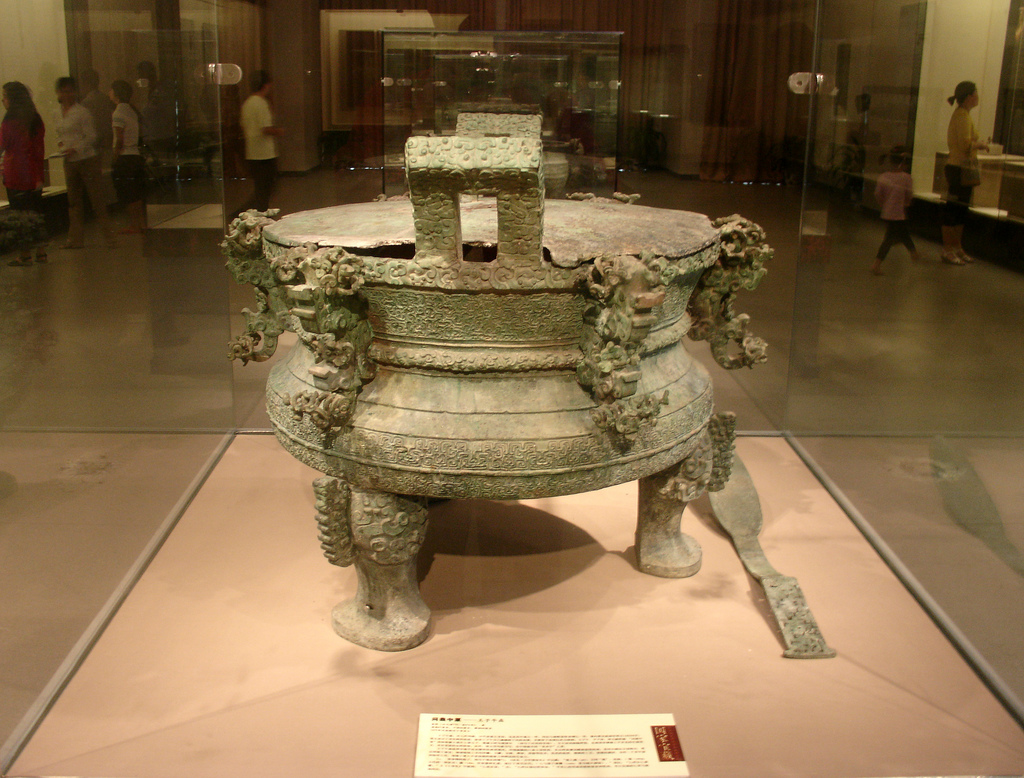